# MS Azura
El MS Azura es un crucero de la clase Grand de la P&O Cruises. Construido por Fincantieri en sus astilleros de Monfalcone, Italia. Es el barco hermano del MS Ventura.

## Diseño
El MS Ventura es un crucero clase Grand. La construcción del Azura se inició en 2008 cuando su quilla fue puesta oficialmente el 27 de octubre de 2008.

## Historia
La entrega oficial del crucero a P&O Cruises, se llevó a cabo el viernes 26 de marzo de 2010, la participación del director general de P&O Cruises Carol Marlow y el jefe ejecutivo de Carnival UK David Dingle.

### Viaje inaugural
Su  viaje inaugural inició el 31 de marzo de 2010, cuando salió de los astilleros de Fincantieri en ruta a Southampton. Llegó al Reino Unido el 7 de abril de 2010 a las 9:12 a. m. Su primer crucero con pasajeros comenzó el 12 de abril de 2010.